# Don Miller (Footballspieler, 1902)
Donald Charles „Don“ Miller (* 29. März 1902 in Defiance, Ohio; † 28. Juli 1979 in Cleveland, Ohio), Spitzname: Midnight war ein US-amerikanischer Jurist sowie ein American-Football-Spieler und -Trainer. Er spielte am College als Halfback bei den Notre Dame Fighting Irish  und in der National Football League (NFL) bei den Providence Steam Roller. 

## Herkunft
Don Miller stammte aus einer footballbegeisterten Familie. Alle fünf Brüder der Familie Miller spielten an der University of Notre Dame American Football. Sein Bruder Harry war 1908 Mannschaftskapitän der Notre Dame Fighting Irish und wurde 1909 zum All American gewählt. Sein zweiter Bruder Ray spielte in den Jahren 1911 und 1912 als End bei dem Team aus South Bend und wurde später Politiker in Ohio, der dritte Bruder Walter spielte 1917 als Fullback und sein Bruder Gerry war sein späterer Mitspieler in der Collegemannschaft. Seine beiden Neffen Tom und Creighton Miller setzten später die Tradition der Familie fort und spielten ebenfalls an der University of Notre Dame. Creighton wurde 1976 in die College Football Hall of Fame aufgenommen. Don Miller besuchte in seiner Geburtsstadt die High School und spielte dort bereits in der Footballmannschaft. Wie für die damalige Zeit üblich spielte Miller sowohl in der Defense, als auch in der Offense seiner Mannschaft.

## Spielerlaufbahn

### Collegekarriere
Don Miller erhielt im Jahr 1922 einen Studienplatz an der University of Notre Dame und studierte dort Rechtswissenschaften. Trainer der Footballmannschaft des Colleges, den Notre Dame Fighting Irish, war Knute Rockne. Rockne, der ein Gespür für junge Nachwuchsspieler hatte, baute um Miller und seine drei Mannschaftskameraden dem Fullback Elmer Layden, dem Quarterback Harry Stuhldreher und Jim Crowley eine der besten Collegefootballmannschaften der damaligen Zeit auf. Don Miller studierte bis 1925 in South Bend und wurde zusammen mit Crowley in der Offense als rechter Halfback der Mannschaft eingesetzt. Miller war ein schneller Läufer und nur schwer zu stoppen, wenn er die gegnerische Defensive Line erst einmal überwunden hatte. Crowley ergänzte ihn als linken Halfback, während Layden als Fullback die Aufgabe hatte, ihnen den Weg in die gegnerische Endzone freizublocken. Miller und seine drei Mitspieler im Offensive Backfield der Notre Dame Fighting Irish gelangten aufgrund ihrer spielerischen Leistungen zu nationaler Bekanntheit. 1924 berichtete der amerikanische Sportreporter Grantland Rice landesweit über ein Spiel der Fighting Irish und verpasste den vier Spielern aufgrund von deren Spielweise den Spitznamen: The Four Horsemen. Auf einem nachträglich gefertigten Foto wurden die vier Spieler als Reiter abgebildet. Sowohl der Artikel, als auch das Foto gingen in die amerikanische Presse- und Sportgeschichte ein.
Im Jahr 1924 blieben die Fighting Irish in der regular Season ungeschlagen und konnten alle ihrer 10 Spiele gewinnen. Am 1. Januar 1925 gewann das Team zudem vor 53.000 Zuschauern den Rose Bowl gegen die Stanford University  mit 27:10. Die Mannschaft von Don Miller wurde daraufhin von der amerikanischen Presse zum nationalen College-Football-Meister ernannt. Die Four Horseman und zwei weitere Spieler des Teams von 1924 wurden später in die College Football Hall of Fame aufgenommen.
Am 12. Dezember 1925 spielten die Four Horsemen, nach Beendigung des Studiums, mit weiteren ehemaligen Spielern nochmals zusammen für die Fighting Irish. Sie liefen gegen die Pottsville Maroons, einem Profiteam der NFL auf, die die Saison als Vizemeister beendet hatten. Mit diesem Spiel gingen die Four Horsemen (ungewollt) erneut in die Sportgeschichte ein. Die Maroons gewannen knapp mit 9:7 und wurden anschließend von der NFL suspendiert. Die Austragung des Spiels in Philadelphia hatte die Gebietsrechte einer anderen Mannschaft verletzt, was nach den Statuten der NFL verboten war. Die Auswirkungen dieses Spiel wird noch heute in der amerikanischen Sportwelt kontrovers diskutiert.
Miller gewann mit seiner Mannschaft während seines Studiums 27 von 30 Spielen, bei zwei Niederlagen und einem Unentschieden. Er selbst erzielte dabei 22 Touchdowns und einen Raumgewinn von 1933 Yards durch Laufspiel. Mit dieser Leistung befindet er sich noch heute in den Rekordbüchern seines Colleges. Miller war nicht nur ein herausragender Athlet, auch als Basketballspieler wurde er von seinem College ausgezeichnet, in den Jahren 1924 und 1925 fungierte er zudem auch als Schulsprecher an seiner Hochschule. 
Im Jahr 1931 wurde die Geschichte der Fighting Irish in dem Hollywoodfilm The Spirit of Notre Dame dargestellt. Hauptdarsteller des Films war Lew Ayres. Miller spielte sich dabei in dem Film selbst.

### Profikarriere
Die Profikarriere von Don Miller war kurz. Profifootball war in der damaligen Zeit wenig lukrativ. Die Vereine litten notorisch an Geldmangel und die Spieler konnten von ihren Profigehältern alleine nicht leben. Im Jahr 1925 heuerte Miller zunächst bei den Providence Steam Roller an, spielte jedoch nur einmal für die Mannschaft aus Rhode Island. Miller wechselte danach zu den Hartford Blues, die in diesem Jahr noch nicht der NFL angehörten. Nach nur einem Jahr stellte Don Miller seine Tätigkeit als Profispieler ein.

## Trainerkarriere
Nach seinem Studium arbeitete Don Miller als Rechtsanwalt in seiner eigenen Praxis. In den Herbstmonaten war er gleichzeitig als Assistenztrainer am Georgia Institute of Technology tätig. Mit den Georgia Tech Yellow Jackets gewann er 1928 die nationale College-Football-Meisterschaft. Nach vier Jahren als Assistenztrainer in Georgia wechselte er in gleicher Funktion zur Ohio State University. Im Jahr 1932 beendete er dort seine Trainerlaufbahn.

## Tätigkeit als Jurist
Miller betrieb nach seinem Studium erfolgreich eine Rechtsanwaltskanzlei in Cleveland, was ihn letztendlich auch dazu zwang seine Trainerlaufbahn zu beenden. Im Jahr 1941 wurde er von Präsident Franklin D. Roosevelt zum Bundesstaatsanwalt für den nördlichen Distrikt von Ohio ernannt, was er bis 1952 blieb. Don Miller ist auf dem All Souls Cemetery in Chardon, Ohio, beerdigt.

## Ehrungen
Don Miller wurde während seines Studiums zweimal zum All-American gewählt. Im Jahr 1970 fand er Aufnahme in die College Football Hall of Fame. 1998 wurden die Four Horsemen durch die US Post auf einer Briefmarke geehrt.

## Quelle
- Jim Lefebvre, Loyal Sons: The Story of the Four Horsemen and Notre Dame Football's 1924 Champions, 2008, ISBN 9780981884103[10]